# Étain
Étain és un municipi francès situat al departament del Mosa i a la regió del Gran Est. L'any 2007 tenia 3.746 habitants.

## Demografia

### Població
El 2007 la població de fet d'Étain era de 3.746 persones. Hi havia 1.494 famílies, de les quals 416 eren unipersonals (182 homes vivint sols i 234 dones vivint soles), 487 parelles sense fills, 460 parelles amb fills i 131 famílies monoparentals amb fills.
La població ha evolucionat segons el següent gràfic:
Habitants censats

### Habitatges
El 2007 hi havia 1.653 habitatges, 1.513 eren l'habitatge principal de la família, 11 eren segones residències i 130 estaven desocupats. 1.268 eren cases i 378 eren apartaments. Dels 1.513 habitatges principals, 848 estaven ocupats pels seus propietaris, 639 estaven llogats i ocupats pels llogaters i 26 estaven cedits a títol gratuït; 19 tenien una cambra, 81 en tenien dues, 236 en tenien tres, 489 en tenien quatre i 688 en tenien cinc o més. 1.120 habitatges disposaven pel capbaix d'una plaça de pàrquing. A 727 habitatges hi havia un automòbil i a 546 n'hi havia dos o més.

### Piràmide de població
La piràmide de població per edats i sexe el 2009 era:
| Homes | Edats   | Dones |
| ----- | ------- | ----- |
| 0     | 95 o +  | 0     |
| 0     | 90 a 94 | 28    |
| 24    | 85 a 89 | 60    |
| 24    | 80 a 84 | 56    |
| 64    | 75 a 79 | 96    |
| 96    | 70 a 74 | 100   |
| 68    | 65 a 69 | 104   |
| 116   | 60 a 64 | 84    |
| 52    | 55 a 59 | 76    |
| 96    | 50 a 54 | 88    |
| 140   | 45 a 49 | 144   |
| 108   | 40 a 44 | 124   |
| 92    | 35 a 39 | 128   |
| 192   | 30 a 34 | 112   |
| 120   | 25 a 29 | 156   |
| 80    | 20 a 24 | 108   |
| 116   | 15 a 19 | 144   |
| 120   | 10 a 14 | 100   |
| 132   | 5 a 9   | 116   |
| 108   | 0 a 4   | 124   |

## Economia
El 2007 la població en edat de treballar era de 2.202 persones, 1.531 eren actives i 671 eren inactives. De les 1.531 persones actives 1.300 estaven ocupades (734 homes i 566 dones) i 231 estaven aturades (100 homes i 131 dones). De les 671 persones inactives 220 estaven jubilades, 179 estaven estudiant i 272 estaven classificades com a «altres inactius».

### Ingressos
El 2009 a Étain hi havia 1.509 unitats fiscals que integraven 3.613 persones, la mediana anual d'ingressos fiscals per persona era de 15.368 €.

### Activitats econòmiques
Dels 150 establiments que hi havia el 2007, 2 eren d'empreses extractives, 5 d'empreses alimentàries, 3 d'empreses de fabricació de material elèctric, 9 d'empreses de fabricació d'altres productes industrials, 11 d'empreses de construcció, 34 d'empreses de comerç i reparació d'automòbils, 10 d'empreses de transport, 9 d'empreses d'hostatgeria i restauració, 9 d'empreses financeres, 12 d'empreses immobiliàries, 9 d'empreses de serveis, 24 d'entitats de l'administració pública i 13 d'empreses classificades com a «altres activitats de serveis».
Dels 32 establiments de servei als particulars que hi havia el 2009, 1 era una oficina d'administració d'Hisenda pública, 1 gendarmeria, 1 oficina de correu, 4 oficines bancàries, 1 funerària, 1 taller de reparació d'automòbils i de material agrícola, 1 taller d'inspecció tècnica de vehicles, 1 autoescola, 2 paletes, 1 guixaire pintor, 2 fusteries, 2 lampisteries, 1 electricista, 1 empresa de construcció, 4 perruqueries, 4 restaurants, 2 agències immobiliàries, 1 tintoreria i 1 saló de bellesa.
Dels 17 establiments comercials que hi havia el 2009, 4 eren supermercats, 3 fleques, 3 carnisseries, 1 una peixateria, 1 una llibreria, 1 una botiga d'equipament de la llar, 1 una sabateria, 1 una botiga de material de revestiment de parets i terra, 1 una perfumeria i 1 una joieria.
L'any 2000 a Étain hi havia 9 explotacions agrícoles que ocupaven un total de 480 hectàrees.

## Equipaments sanitaris i escolars
El 2009 hi havia 2 farmàcies i 1 ambulància.
El 2009 hi havia 1 escola maternal i 1 escola elemental. Étain disposava d'un col·legi d'educació secundària amb 439 alumnes.

## Poblacions més properes
El següent diagrama mostra les poblacions més properes.